# Misþyrming
Misþyrming je black metalová kapela pocházející z islandského Reykjavíku. Vznikla v červnu 2013 a spadá pod francouzské vydavatelství Norma Evangelium Diaboli.
Své debutové album Söngvar elds og óreiðu vydala skupina v roce 2015, toto dílo se setkalo s všeobecným uznáním od kritiků. Další vydané materiály představují studiová alba Algleymi (2019) a Með hamri (2022), dále split EP Ivory Stone / Hof (2017) ve spolupráci s krajany Sinmara.
Skupina má za sebou koncertní turné po Evropě a Spojených státech. Vystoupila na islandském festivalu Eistnaflug, na Roadburn Festivalu v Nizozemsku a řadě dalších. Je řazena mezi hlavní umělce islandské blackmetalové scény.

## Historie
Skupina vznikla v červnu 2013 jako sólový projekt hudebníka D.G. (Dagur Gíslason). Název kapely lze přeložit jako „týrání“ či „špatné zacházení“.
První album nahrál D.G. společně s bubeníkem H.R.H. (Helgi Rafn Hróðmarsson) v roce 2014. Téhož roku se členy skupiny stali kytarista T.I. (Tómas Ísdal), s nímž D.G. provozoval vydavatelství Vánagandr, a baskytarista G. E. (Gústaf Evensen), již se oba sami nabídli jako výpomoc pro koncertní vystupování. Charakteristické je sdílení hudebníků napříč kapelami, roku 2015 tak D.G., T.I. a G.E. hráli rovněž ve skupině Naðra, H.R.H. a T.I. ve skupině Carpe Noctem, T.I. a G.E. ve skupině Nornahetta a D.G. s T.I. v depressive doom blackmetalové kapele 0.
Debutové album Söngvar elds og óreiðu vyšlo 7. února 2015 a dostalo se mu pozitivních recenzí. Bylo například označeno za jedno z nejlepších metalových alb roku magazínem Stereogum a za jedno z nejlepších alb roku magazínem Noisey.
Téhož roku kapela vystoupila v Bruselu na festivalu Nidrosian Black Mass a později též na norském Beyond the Gates, kde společně s frontmanam švédské skupiny Funeral Mist Ariochem zahráli skladbu kapely Funeral Mist, The God Supreme.
Na Roadburn Festivalu 2016 byla skupina rezidenčním umělcem tohoto ročníku, nejmladším (tj. nejméně zavedeným) v historii festivalu; magazín Invisible Oranges tehdy v recenzi označil vystoupení Misþyrmingu za ohromující. Později téhož roku se objevují v seznamu deseti nejlepších islandských metalových kapel magazínu Metal Hammer.
10. ledna 2017 vydává kapela dělené EP společně se spřízněnou islandskou skupinou Sinmara. EP obsahuje písně Hof (Misþyrming) a Ivory Stone (Sinmara). Vydáno pod vydavatelstvím Terratur Possessions.
27. dubna 2019 oznámila kapela připravované vydání druhého studiového alba Algleymi, které vyšlo 24. května téhož roku pod vydavatelstvím Norma Evangelium Diaboli. D.G. uvedl, že hudbu pro album napsal již v roce 2015, tedy hned po vydání prvního alba, a roku 2016 začal s nahráváním, nicméně kvůli chybám v produkci a mixování, způsobeným zčásti laciným vybavením, muselo nahrávání začít znovu od začátku, čímž se vydání alba oddálilo; neopravitelné nedostatky byly plně odhaleny až po zhotovení finálního mixu v roce 2017. I přes tyto problémy skupina pokračovala v koncertování a již v letech 2016–2018 zařazovala nové písně do svých vystoupení. Roku 2017, po důkladných zkouškách nového materiálu, si skupina pro opravné nahrávání zajistila lepší vybavení a též profesionální studio pro nahrání bicích, nahrávací proces zahájili na podzim. Na albu se jako hosté objevili Sturla Viðar ze skupiny Svartidauði a Wraath ze skupiny Behexen (vokály), básník/hudebník Kristófer Páll pak do jedné s písní přispěl textem.
Album Algleymi bylo obdobně jako jeho předchůdce vysoce ceněno kritikou. Skupina oznámila vystoupení na islandském Ascension Festivalu a švýcarském La Dernière Messe, a taktéž vlastní evropskou tour na podporu nového alba s kapelami Darvaza a Vortex of End.
Skupina pokračovala v koncertování i po zbytek roku 2019, další plánovaná vystoupení v roce 2020 však musela zrušit či odložit z důvodu pandemie. Přeplánováno bylo miniturné s islandskou kapelou Naðra po Dánsku a Německu, ukončeno muselo být probíhající turné po východní Evropě, kde kapela 15. března živě odvysílala své poslední vystoupení v Tallinnu.
V druhé polovině roku 2021 se kapela vrátila ke koncertování a vystoupila na vícero festivalech, v rámci opakovaně odkládané třetí fáze turné podporujícího nové album Algleymi.
V únoru 2022 kapelu v přátelském duchu opustil bubeník H. R. H., jehož později téhož roku nahradil bubeník Magnús Skúlason z čerstvě zaniklé kapely Svartidauði. Kapela pokračovala v koncertování a mimo jiné poprvé vystoupila v Řecku.
7. října 2022 ohlásila kapela chystané vydání třetího alba, Með hamri, jež vyšlo 16. prosince opět pod vydavatelstvím Norma Evangelium Diaboli.

## Diskografie
Studiová alba
- Söngvar elds og óreiðu (2015)
- Algleymi (2019)
- Með hamri (2022)

Split nahrávky
- Ivory Stone / Hof (2017) – společně s islandskou kapelou Sinmara

## Členové
Současní
- D. G. (Dagur Gíslason) – kytara, baskytara, vokály (2013–dosud)
- G. E. (Gústaf Evensen) – baskytara (2014–dosud)
- T. Í. (Tómas Ísdal) – kytara (2014–dosud)
- M. S. (Magnús Skúlason) – bicí (2022–dosud)

Bývalí
- H. R. H. (Helgi Rafn Hróðmarsson) – bicí (2013–2022)

Hostující (pro živá vystoupení)
- Wraath – baskytara (2019)